# Ablerus crassus
Ablerus crassus är en stekelart som först beskrevs av De Santis 1974.  Ablerus crassus ingår i släktet Ablerus och familjen växtlussteklar. Inga underarter finns listade i Catalogue of Life.